# Initao
Initao (Bayan ng Initao) är en kommun i Filippinerna. Kommunen ligger på ön Mindanao, och tillhör provinsen Misamis Oriental. Folkmängden uppgår till 27 035 invånare.

## Bildgalleri

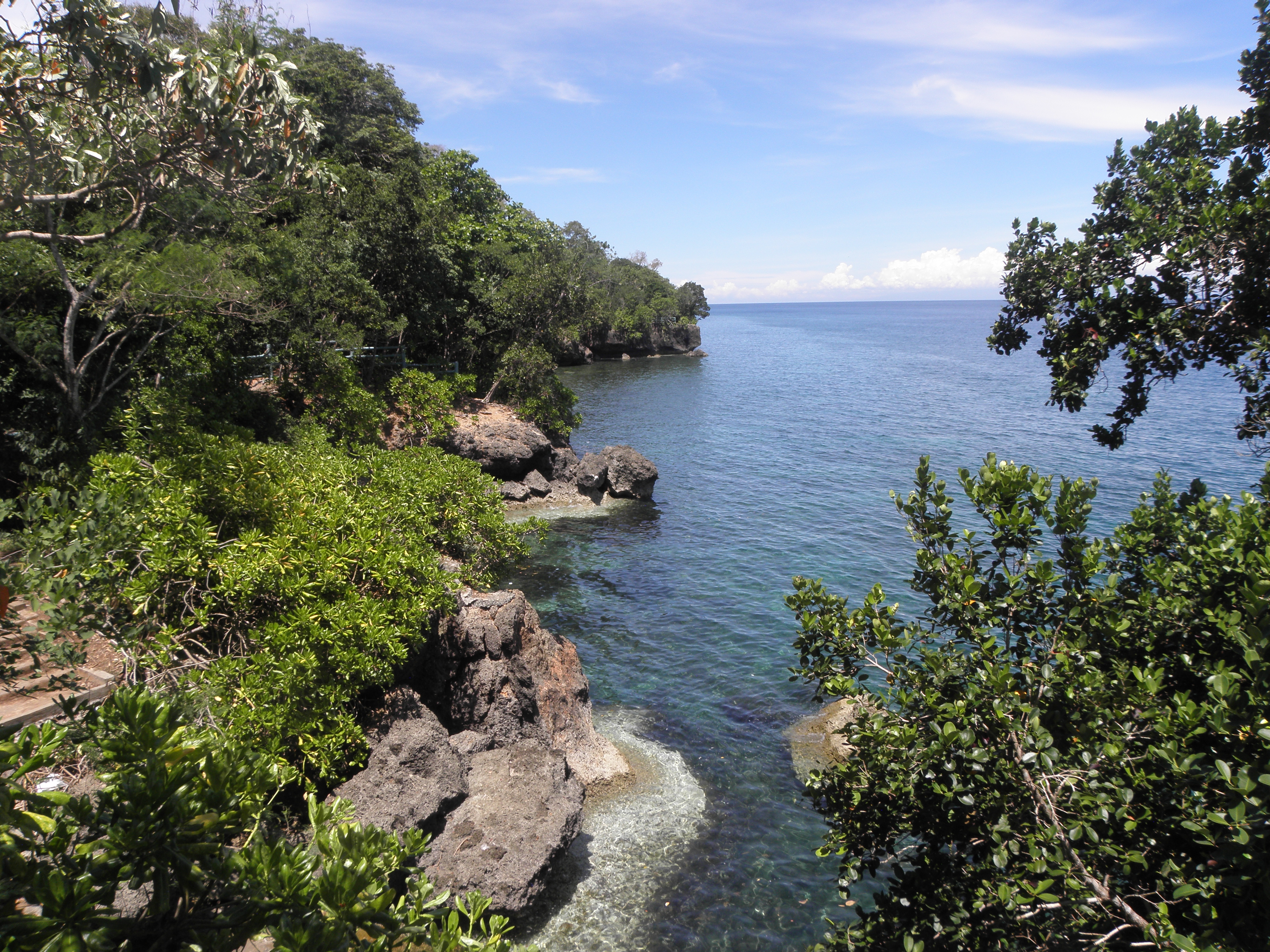
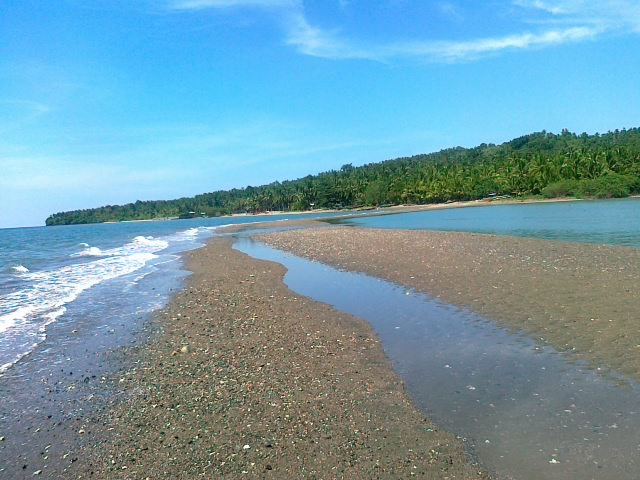
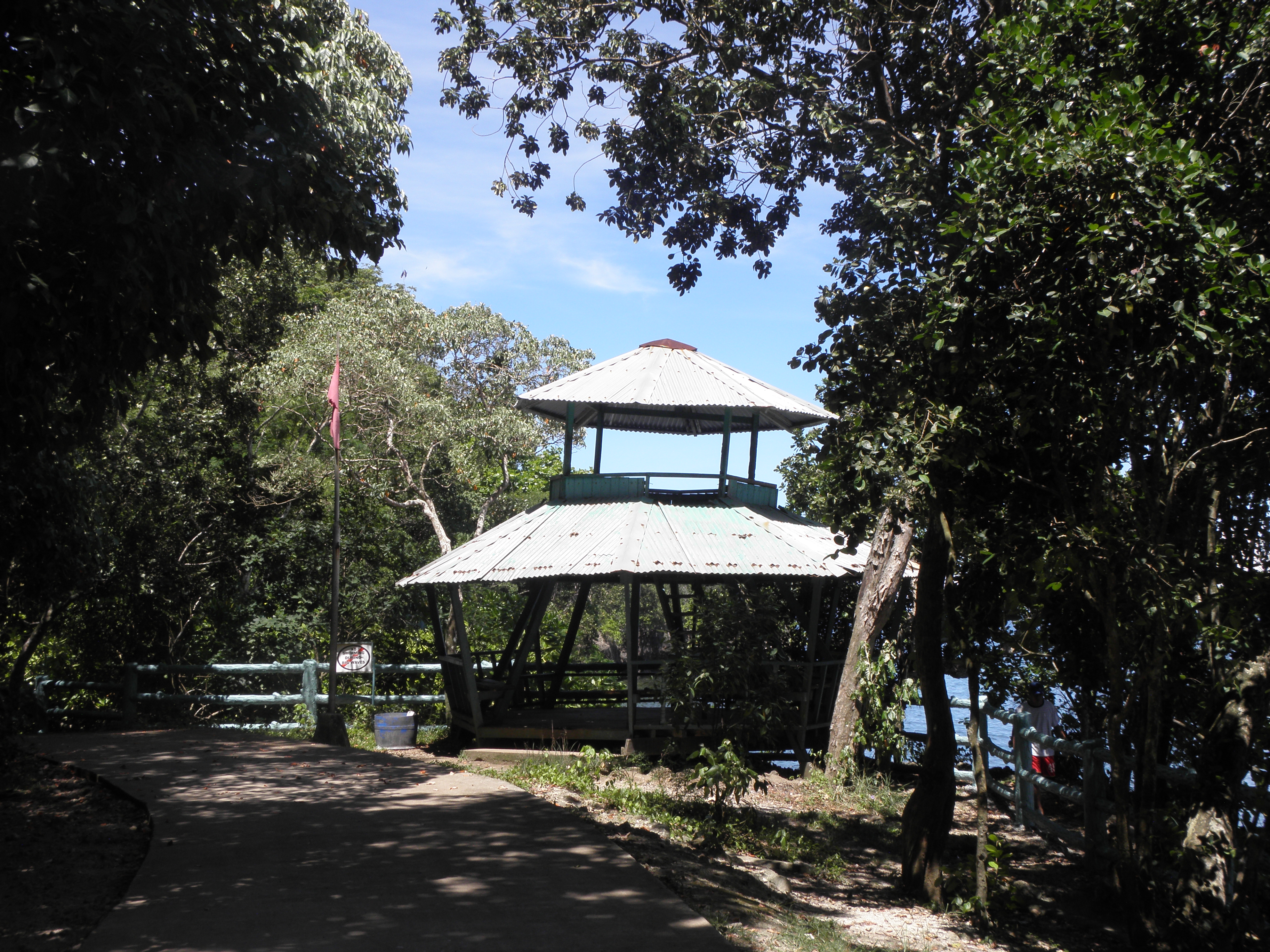
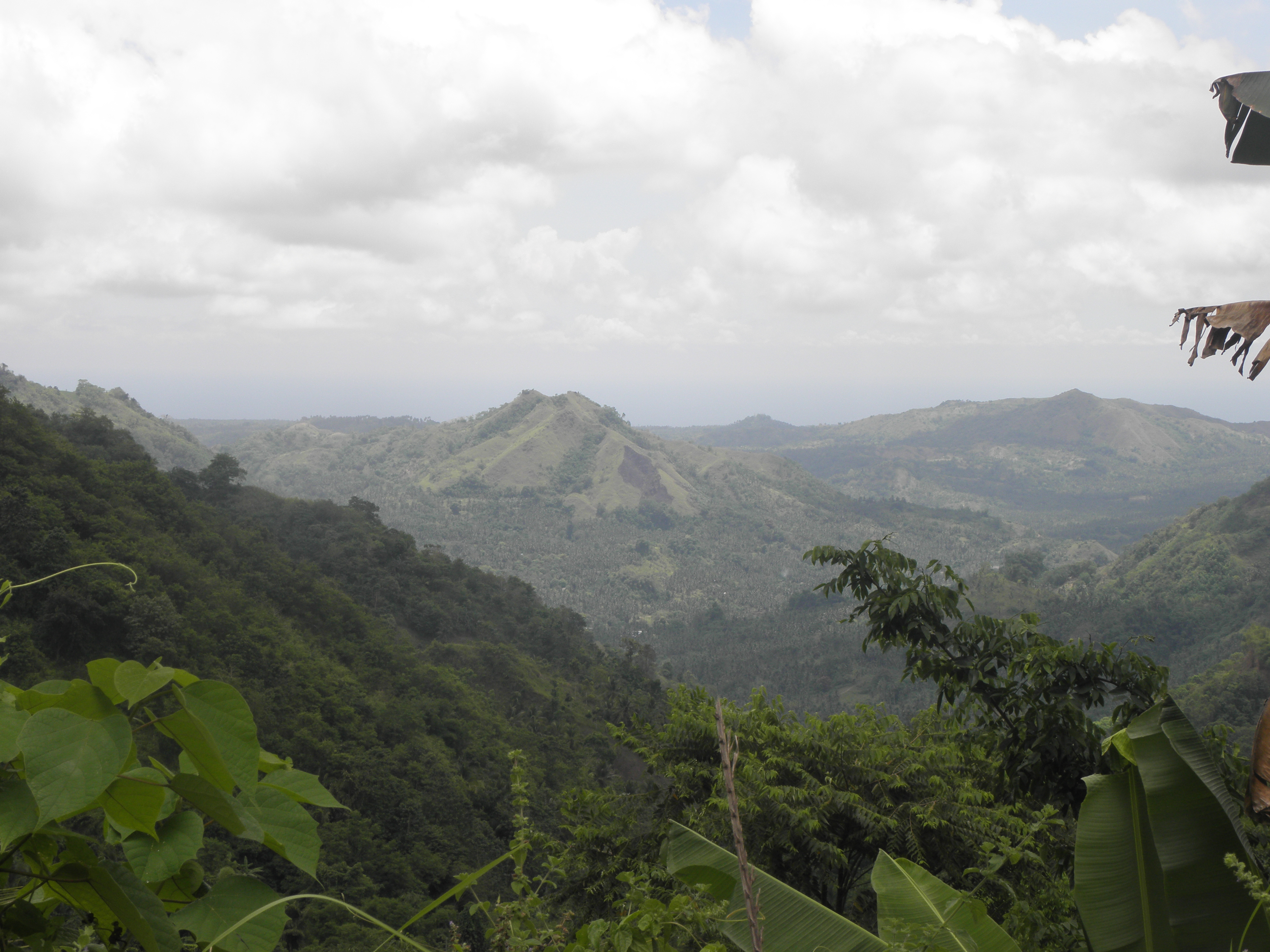
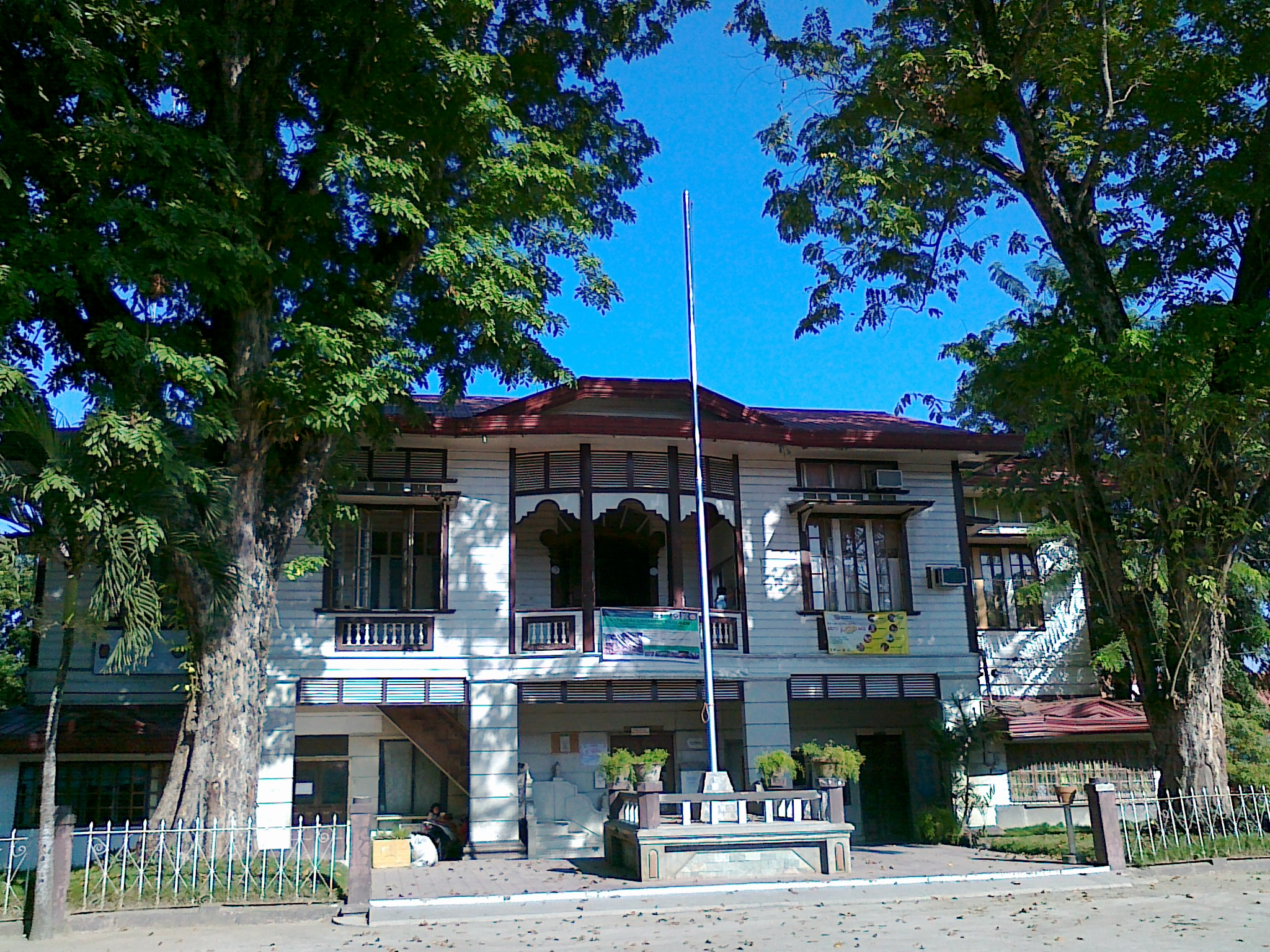

## Barangayer
Initao är indelat i 16 barangayer.
| - Aluna - Andales - Apas - Calacapan - Gimangpang - Jampason - Kamelon - Kanitoan | - Oguis - Pagahan - Poblacion - Pontacon - San Pedro - Sinalac - Tawantawan - Tubigan |